# Gentil
Gentil là một đô thị thuộc bang Rio Grande do Sul, Brasil. Đô thị này có diện tích 184,014 km², dân số năm 2007 là 1579 người, mật độ 8,58 người/km².